# Ualik Lake
Der Ualik Lake ist ein See im Togiak National Wildlife Refuge im Südwesten von Alaska, 55 km westlich von Dillingham.
Der 39,2 km² große See liegt auf einer Höhe von 16 m im Süden der Wood River Mountains. Der See befindet sich lediglich 15 km von der südlich gelegenen Kulukak Bay entfernt. Der 12 km lange und maximal 4 km breite See wird jedoch von seinem Nordufer zum Ongoke River und zum Amanka Lake hin entwässert.